# Teodozja Rittel
Teodozja Rittel z domu Zegadło (ur. 1938 w Masłowie, zm. 26 września 2019) – polska językoznawczyni, pedagog, profesor zwyczajny, twórczyni polskiej lingwistyki edukacyjnej oraz współtwórczyni krakowskiej szkoły językoznawczej logopedii. Długoletni pracownik naukowy krakowskiej Wyższej Szkoły Pedagogicznej (od 1999 Uniwersytetu Pedagogicznego). Autorka dziewięciu monografii i 110 innych prac naukowych.

## Edukacja i działalność naukowa
Do szkoły podstawowej uczęszczała w Masłowie (1945-1952), a maturę zdała w Liceum Pedagogicznym w Kielcach w 1956. W 1960 napisała pod kierunkiem Stanisława Jodłowskiego pracę magisterską zatytułowaną Budowa gramatyczna i zastosowanie stylistyczne form czasu przyszłego. Po krótkim okresie pracy nauczycielskiej w liceum ogólnokształcącym w Gdowie rozpoczęła studia doktoranckie w krakowskiej Wyższej Szkole Pedagogicznej i w 1969 obroniła tamże przygotowaną pod kierunkiem prof. Jodłowskiego rozprawę doktorską Szyk członków w obrębie form czasu przeszłego i trybu przypuszczającego, opublikowaną w 1975.
W latach 1966–1969 pracowała jako starszy asystent w Wyższej Szkole Pedagogicznej w Rzeszowie. Następnie w latach 1969–1983 była adiunktem w kieleckiej Wyższej Szkole Pedagogicznej. W latach 1983–1993 wykładała w Wyższej Szkole Pedagogicznej w Krakowie, gdzie w 1994 została profesorem uczelni. Habilitowała się w 1985 na Uniwersytecie Jagiellońskim, a nominację profesorską uzyskała w 2000.
W początkowych latach działalności naukowej zajmowała się zagadnieniami słowiańskiej gramatyki historycznej. Prace z zakresu tej tematyki publikowane były w licznych czasopismach naukowych, m. in w Języku Polskim, Poradniku językowym, Slavii Occidentalis czy Studiach z Filologii Polskiej i Słowiańskiej.
Praca badawcza Rittel dostarczyła podstaw teoretycznych dla lingwistyki edukacyjnej. Ostatnie lata życia poświęciła na badania nad językoznawstwem historycznym.
Zmarła 26 września 2019 i została pochowana w Masłowie. Jej mężem był językoznawca Stefan Jerzy Rittel.

## Prace naukowe

### Książki
- Szyk członów w obrębie form czasu przeszłego i trybu przypuszczającego (1975)
- Kategoria osoby w polskim zdaniu (1985)
- Metodologia lingwistyki edukacyjnej. Rozwój je̜zyka (1994)
- Konteksty pragmatyczne i kognitywne w dyskursie edukacyjnym (2006)
- Elżbieta Drużbacka. Gramatyka poetyckich konstrukcji argumentacyjnych (2012)
- Elżbieta Drużbacka. Gatunki mowy w odmianie literackiej. Studium lingwistyczne (2014)
- Elżbieta Drużbacka. Mitologiczny kod tematyczny. Mitologizmy, mitologemy, mitemy (2018)
- (ze Stefanem Rittelem) Dyskurs edukacyjny. Zagadnienia – znaczenia – terminy. Wybór i opracowanie (2015)
- (ze Stefanem Rittelem) Bibliografia analityczna lingwistyki dyskursu analitycznego za lata 1993–2011, 12 t. (2015)
- Lingwistyka edukacyjna i dyskurs edukacyjny. Ujęcie lingwoedukacyjne (2017)
- (ze Stefanem Rittelem) Kompetencje i dyskurs edukacyjny (2018)

### Wybrane artykuły
- Unikanie (avoidance), tabu i eufemizm (1984)
- Wyrażenia onomatopeiczne w języku polskim (próba ujęcia morfosyntaktycznego) (1986)
- Z badań nad słownictwem społeczno-moralnym studentów (podejście socjolingwistyczne) (1990)
- Kontekst kulturowy w opisie słownictwa (1994)